# جزيرة نيكوبار الكبرى
جزيرة نيكوبار الكبرى هي جزيرة تقع في أقصى جنوب جزر نيكوبار في المحيط الهندي في الهند بالقرب من جزيرة سومطرة في إندونيسيا وهي أكبر جزرها، تعتبر الجزيرة موطن شعب الشومبيني وتعتبر إحدى المحميات التراث العالمي ليونسكو نظراً للحياة البيئية والحيوانات النادرة المتبقية فيها.